# 佐々木健司
佐々木 健司（ささき けんじ、1974年4月6日 - ）は、日本の競輪選手（76期）。

## 来歴
青森県青森市出身。86期生の佐々木省司は実弟。師匠は葛西新藏。
青森山田高校を経て東北学院大学に進んだ。1993年の全日本大学対抗選手権自転車競技大会（インカレ）・タンデムスプリントで優勝。その後競輪学校に入校。同期には市田佳寿浩、石丸寛之らがいる。
1995年8月5日、松阪競輪場でデビューしたが失格に終わった。2012年3月2日時点、日本選手権競輪に6回出場などの実績を持つ。
2011年12月11日午前4時20分頃、青森県青森市新城山田の国道7号でワンボックスカーを運転中、丁字路で56歳女性の軽自動車が右折してきた際に左側面が佐々木の車の前面と衝突、女性は全身を強く打って市内の病院に搬送されたが約1時間後に内臓損傷による出血性ショックで死亡、佐々木は肩などを打撲して軽傷、呼気から基準値超えのアルコールが検出、道路交通法違反（酒気帯び運転）容疑で逮捕された。同月21日、自動車運転過失致死容疑で追送検。酒気帯び運転で青森簡易裁判所に略式起訴され2012年3月1日、罰金50万円の略式命令が出され即日納付、自動車運転過失致死容疑は同日に不起訴処分。この事故により2011年12月12日に斡旋保留、2012年5月1日から2013年4月30日まで斡旋停止となった。